# Huerta
Huerta és un municipi de la província de Salamanca, a la comunitat autònoma de Castella i Lleó. Limita al nord amb Aldearrubia, a l'est amb Babilafuente i Cordovilla, al sud amb Encinas de Abajo i a l'oest amb Castañeda (Villagonzalo de Tormes) i amb Calvarrasa de Abajo.